# Linda Martinuzzo
Linda Martinuzzo (Treviso, 10 ottobre 1992) è una pallavolista italiana, centrale del Giorgione.

## Carriera
La carriera di Linda Martinuzzo inizia nella stagione 2009-10 quando gioca per la Top Team Pallavolo Belluno, in Serie B2: a campionato in corso viene aggregata alla Spes Conegliano, in Serie A1, club al quale resta legata per le due stagioni successive; tuttavia a seguito del ritiro della squadra dalle competizioni durante la stagione 2011-12, conclude il resto dell'annata con la Time Matera, in Serie A2.
Resta ancora nella divisione cadetta nell'annata 2012-13 vestendo la maglia del Cadelbosco, nell'annata 2013-14 quella del Soverato e nell'annata 2014-15 quella della VolAlto Caserta.
Torna nuovamente in Serie A1 nella stagione 2015-16 ingaggiata dal San Casciano. Nella stagione 2016-17 si accasa al Cutrofiano, in Serie B1, anche se a metà stagione, nel gennaio 2017, viene ceduta alla Wealth Planet Perugia, militante nella stessa categoria.
Rimane in B1 anche nell'annata successiva, quando viene ingaggiata dalla Libertas Martignacco con cui ottiene la promozione in Serie A2 e con la quale disputa il campionato cadetto nella stagione 2018-19, trasferendosi quindi alla Due Principati, sempre nella seconda divisione nazionale, per il campionato 2019-20.
Per l'annata 2020-21 scende in Serie B1, accettando la proposta del Giorgione.